# Roland Laudenbach
Pour les articles homonymes, voir Laudenbach.
Roland Laudenbach, né à Paris 16e le 20 octobre 1921 et mort à Paris 8e le 9 janvier 1991, est un écrivain, éditeur, journaliste, critique littéraire et scénariste français.

## Biographie
Proche des Hussards, comme Roger Nimier et Antoine Blondin, Roland Laudenbach fonde en 1944 la maison d'édition La Table ronde, qu'il dirige jusqu'en janvier 1986. Il s'intéresse à la littérature, au théâtre et au cinéma. Il participe à l'établissement des œuvres complètes de Victor Hugo chez l'éditeur A. Martel et scénarise plusieurs films et courts métrages.
Maurrassien assumé dès les années 1930 sous l'influence de son grand-père Léon Mirman, journaliste politique, il collabore durant les années 1950 à la revue néoroyaliste La Nation française (dissidente d'Aspects de la France) de son ami Pierre Boutang et Michel Vivier où il écrit sous le pseudonyme de « Michel Braspart ». Il fait partie de la rédaction du Crapouillot durant les années 1960. Il a publié quelques romans sous le même pseudonyme, qui lui servit également à signer des articles dans plusieurs revues dont la Revue de la Table ronde, qu'il contribua à créer en 1948.
Défenseur de l’Algérie française, il cesse toute contribution au journal protestant Réforme qu’il estime trop engagé en faveur de l’indépendance de l’Algérie et fonde, en mai 1958, le mensuel Tant qu’il fait jour avec Philippe Brissaud,. De même, il quitte La Nation française avec d'autres collaborateurs de cet hebdomadaire pour fonder en 1960 une autre revue, antigaulliste et hostile à l'indépendance de l'Algérie, L'Esprit public . Il accepte aussi de prendre en 1961 la direction de l'action psychologique et de la propagande de l'OAS en métropole. 
Il est en outre membre du comité de patronage de Défense de l'Occident.

### Famille
D'origine alsacienne, issu d'une famille protestante, Roland Laudenbach est le petit-fils de Léon Mirman, le neveu de l'acteur Pierre Fresnay et le cousin germain de Philippe Laudenbach.

## Théâtre
- 1957 : Bille en tête, mise en scène de Jean-Jacques Varoujean, théâtre de la Michodière

## Filmographie partielle
(Comme scénariste.)
- 1951 : Le Voyage en Amérique d'Henri Lavorel
- 1952 : La Minute de vérité de Jean Delannoy
- 1953 : La Maison du silence (La voce del silenzio) de Georg Wilhelm Pabst
- 1953 : Le Bon Dieu sans confession de Claude Autant-Lara
- 1954 : La Route Napoléon de Jean Delannoy
- 1954 : Le Défroqué de Léo Joannon
- 1954 : Secrets d'alcôve d'Henri Decoin, Jean Delannoy, Gianni Franciolini et Ralph Habib
- 1954 : Obsession de Jean Delannoy
- 1955 : Les Mauvaises rencontres d'Alexandre Astruc
- 1956 : L'Homme aux clefs d'or de Léo Joannon
- 1958 : Et ta sœur de Maurice Delbez
- 1958 : Tant d'amour perdu de Léo Joannon
- 1959 : Les Yeux de l'amour de Denys de La Patellière
- 1962 : L'Éducation sentimentale d'Alexandre Astruc d'après Gustave Flaubert